# Serge Brammertz

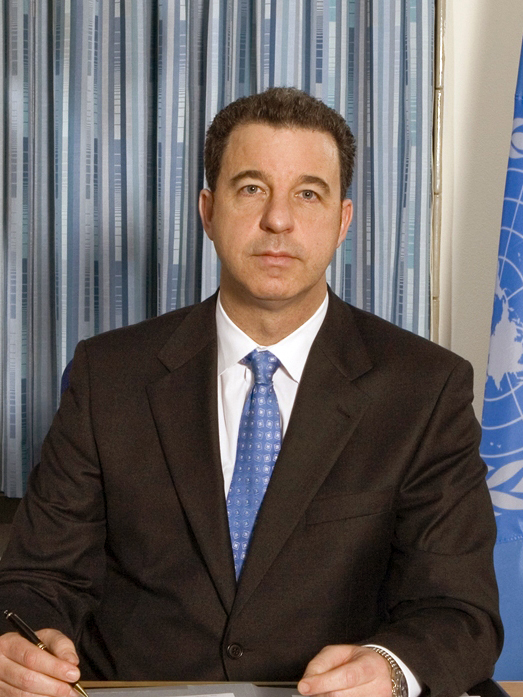
Serge Brammertz

Serge Brammertz (ur. 17 lutego 1962 w Eupen) – belgijski prokurator, wiceprokurator Międzynarodowego Trybunału Karnego oraz Główny Prokurator Międzynarodowego Trybunału Karnego dla byłej Jugosławii.
Wcześniej m.in. zastępca prokuratora generalnego przy Sądzie Apelacyjnym w Liège, magistrat national (1997-2000) i prokurator federalny Królestwa Belgii. Był ekspertem Rady Europy jako m.in. specjalista w zakresie zwalczania przestępczości zorganizowanej.
Od 1997 do 2002 także asystent naukowy, a następnie profesor prawa na Uniwersytecie w Liège.
9 września 2003 został wybrany przez Zgromadzenie Państw-Stron Statutu Międzynarodowego Trybunału Karnego na wiceprokuratora MTK, szefa Wydziału Śledztw Biura Prokuratora (ang. Investigation Division), zdobywając 65 na 87 głosów. Zaprzysiężony 3 listopada 2003.
11 stycznia 2006 sekretarz generalny ONZ Kofi Annan mianował go przewodniczącym Międzynarodowej Niezależnej Komisji Śledczej ONZ (ang. United Nations' Independent Investigation Commission, UNIIC) ds. zabójstwa byłego libańskiego premiera Rafika al-Haririego. Tym samym zastąpił Niemca Detleva Mehlisa, który ustąpił w grudniu 2005 z powodu przedłużania się prac komisji.
Autor prac z zakresu globalnego terroryzmu, zorganizowanej przestępczości i korupcji oraz artykułów w belgijskich i międzynarodowych czasopismach naukowych.